# 社寮外嶋集善堂
25°09′41″N 121°45′54″E / 25.161293°N 121.764937°E
社寮外嶋集善堂，是位於臺灣基隆市和平島的陰廟，收容琉球族等無主遺骨，在廣場建有紀念在該島去世與社寮島事件受難的琉球漁民的慰靈碑與銅像。

## 背景
和平島有西班牙人、日本人及島上本地居民等人的遺骨，如台灣國際造船基隆廠現址的聖薩爾瓦多城曾滿布白骨。1947年二二八事件，和平島估計有三十多名留下的沖繩籍漁民，因為不諳華語而被中華民國國軍槍決，處死地點就在今和平島公園九孔游泳池旁海岸。此祠收納死於海難與戰火的琉球人等其他族群遺骸。

## 祭祀
農曆七月，和平島後代子弟會祭拜出自和平島上的西班牙人、日本人及島上居民的遺骸。每年到和平島公園的外國遊客中，很多是弔唁祖先的琉球人。琉球人會來此祠獻花祭拜、琉球漁民慰靈碑留影，並感謝早期基隆居民勞心蒐集琉球先民遺骸。在和平島被槍決的青山惠先等人的日本籍遺族們也會來此祠奠祭。
2016年6月，和平島地質公園由交通部觀光局北海岸及觀音山國家風景區接管後，當地平寮、社寮及和憲三里里民若來此祠祭拜，依然可免費入園。

## 紀念
2010年8月12日，日本沖繩縣議會議員當間盛夫與二二八琉球受難者家屬代表新城博來和平島勘查，希望在事件發生地勘查建碑適當地。當間盛夫透過翻譯解釋他們不是要尋舊恨，但終究是事實，有些家屬已經年紀很大了，希望在有生之年看到紀念碑。
琉球企業家石原地江在2010年成立名為「琉球漁民石像建立期成會」的籌備會，透過旅居沖繩的台灣人許光輝、台灣二二八關懷總會、基隆市議員游祥耀等人，捐贈1座高約3公尺的琉球漁人石像，放在此祠廣場。選擇此地點的因素，是因該地祭祀先人，又近琉球先人捕漁作業場所，具雙重意義。2011年12月時舉行琉球漁民慰靈碑揭幕。由於事涉敏感，因此以「琉球漁民銅像紀念碑」名義建立，除了悼念受難者，也紀錄琉球漁民在台灣的生活事跡。雕像以琉球人內間長三為原型，為日治時期一位與臺灣當地人友善交流的漁民。

## 生態
此廟旁山坡生長有瀕臨絕種的濱槐。愛鄉文化協會在調查介紹和平島植物的書籍時，發現此植物在蘭嶼、綠島及和平島有原生種濱槐。不過，理事長藍秀鳳過去在和平島卻找不到該植物，直到她巧遇一位植物專家，才知道濱槐就生長在此祠旁山坡。

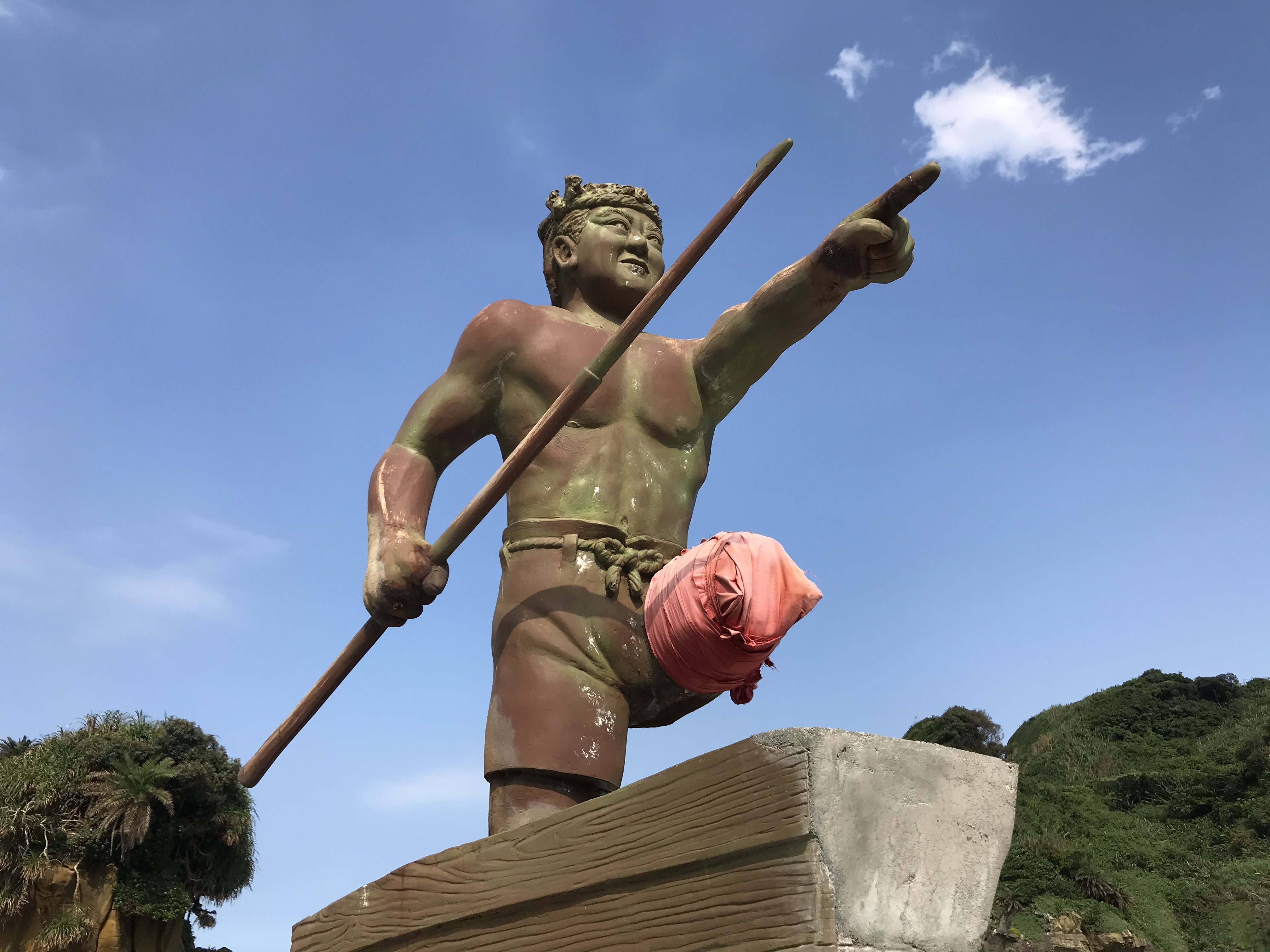
慰靈碑銅像(遭破壞)
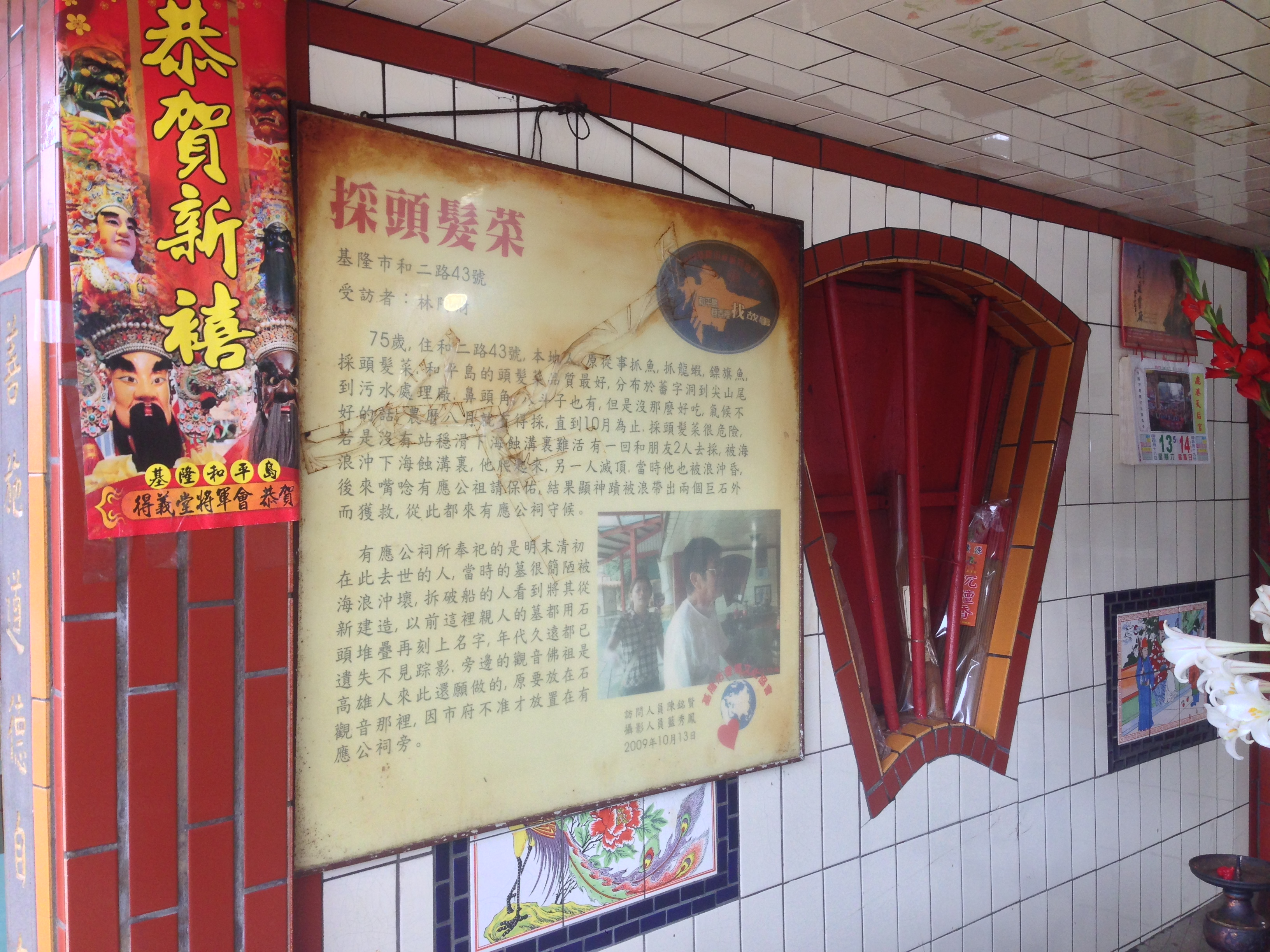
說明
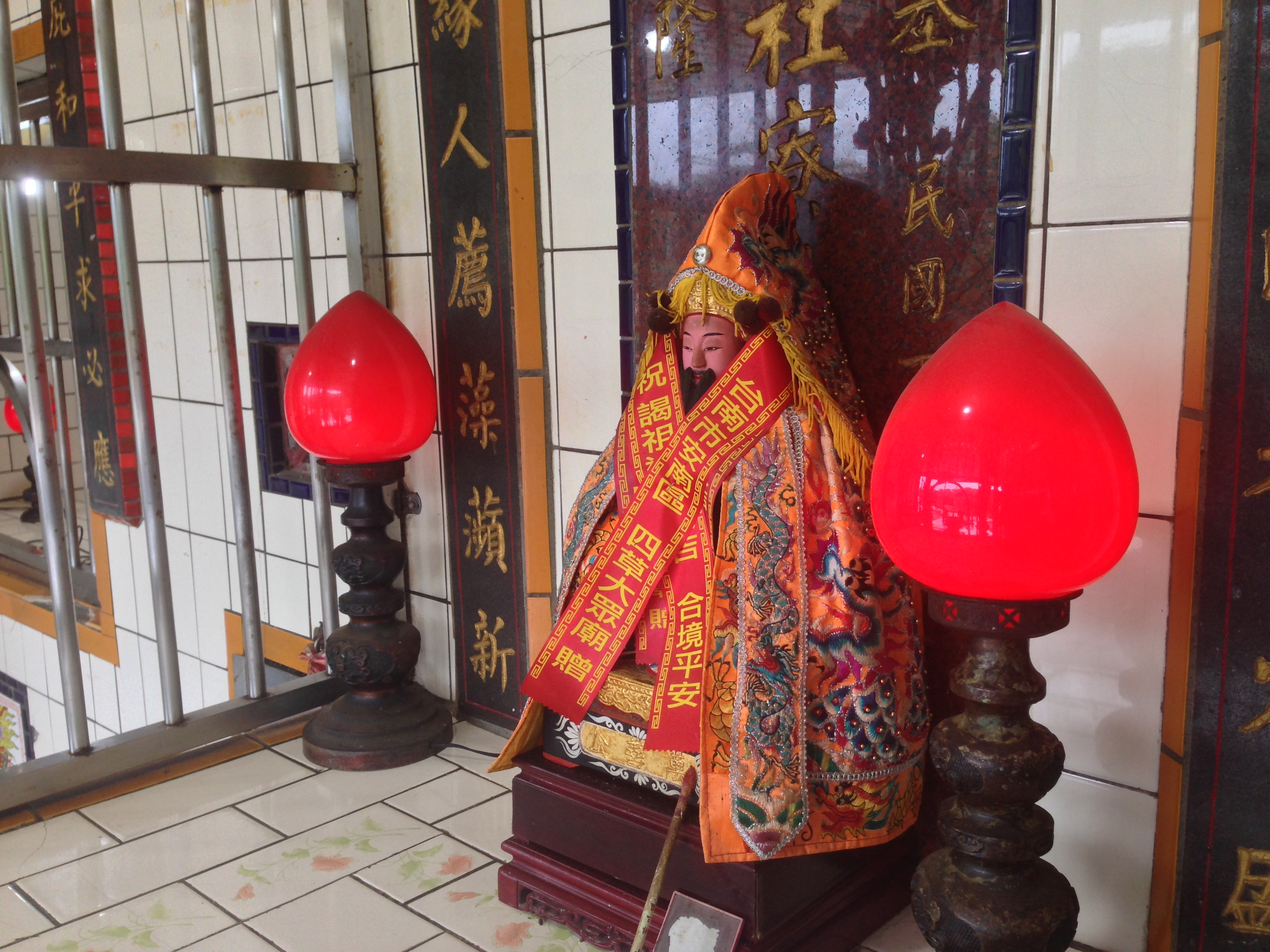
神像
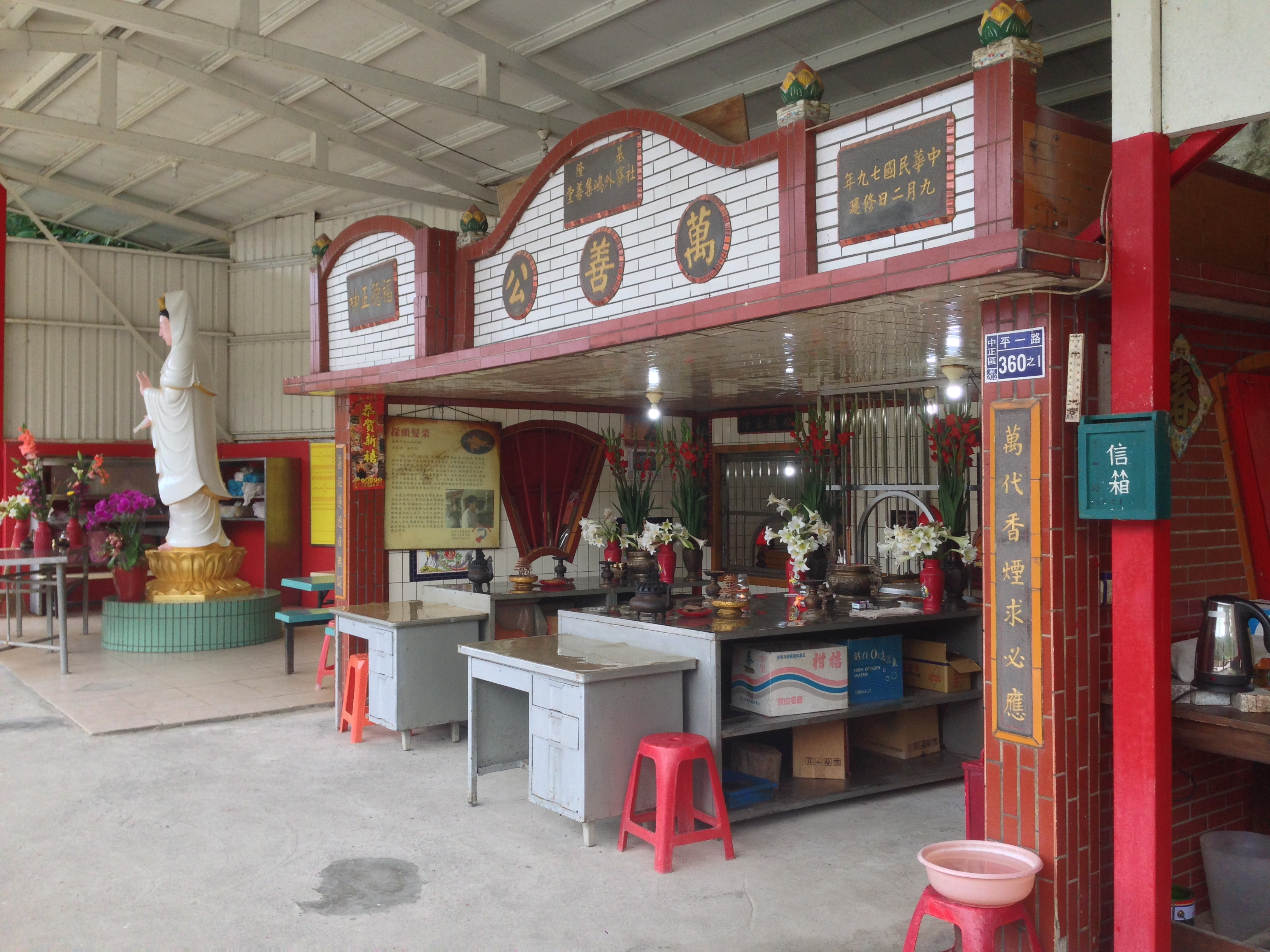
門牌

## 另見
- 榮丸沈沒事故